# Schmallenberg

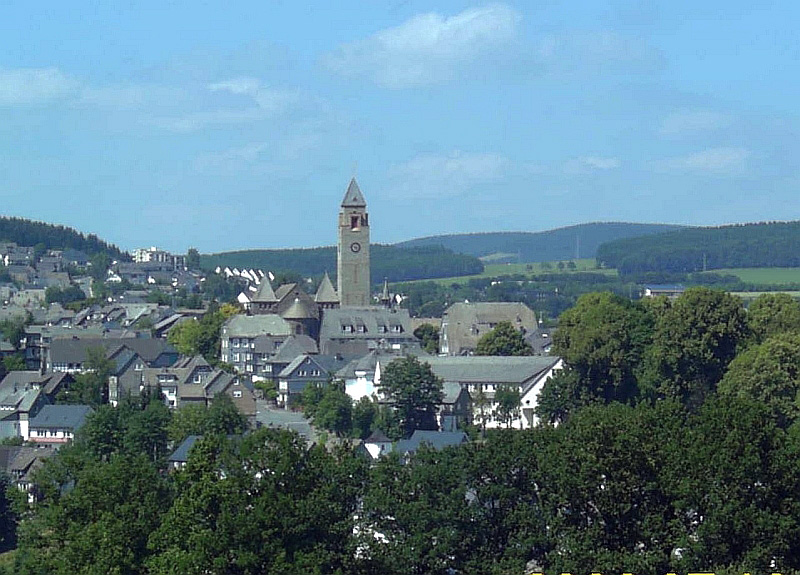
Schmallenberg

Schmallenberg és una petita ciutat rural dins el districte de Hochsauerland a Alemanya. Ocupa una superfície de 303 km² i en superfície és la ciutat més grossa dins l'estat federal alemany de Rin del Nord-Westfàlia. El 2012 tenia 25.149 habitants, dels quals un quart viuen al centre històrics. Des de 2008 va perdre uns 1.000 habitants.
Ha donat nom provisional al virus que afecta la ramaderia anomenat virus de Schmallenberg

## Geografia
Schmallenberg es troba al centre del Sauerland a la serralada de muntanyes del Rothaargebirge a uns 552 km de Berlín i és regat pel Lenne.

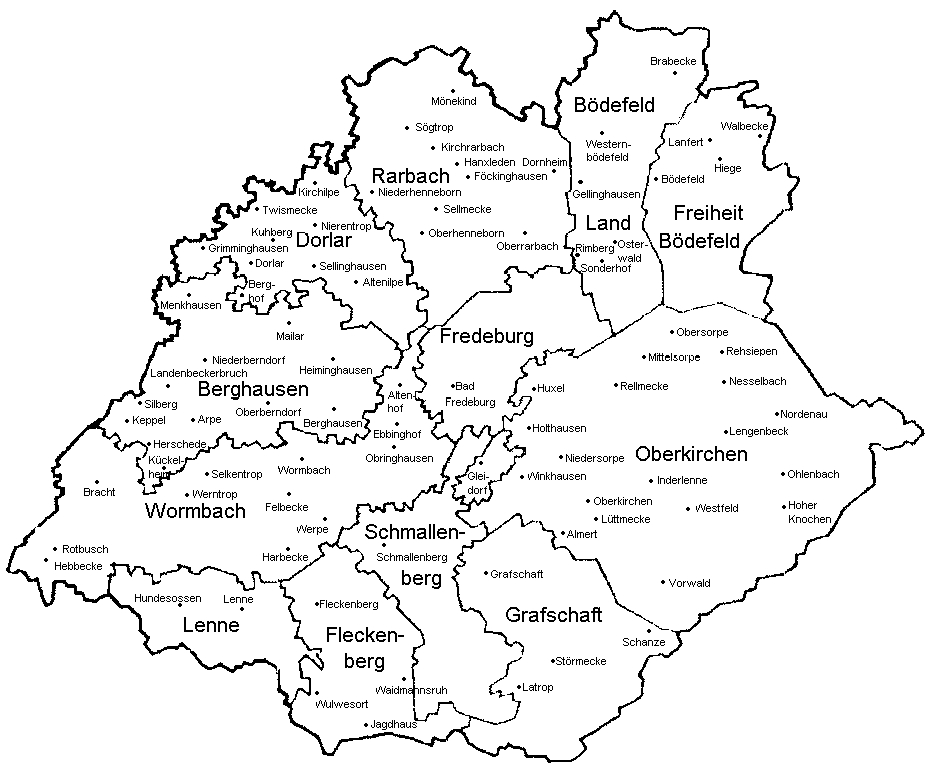
Divisió de Schmallenberg

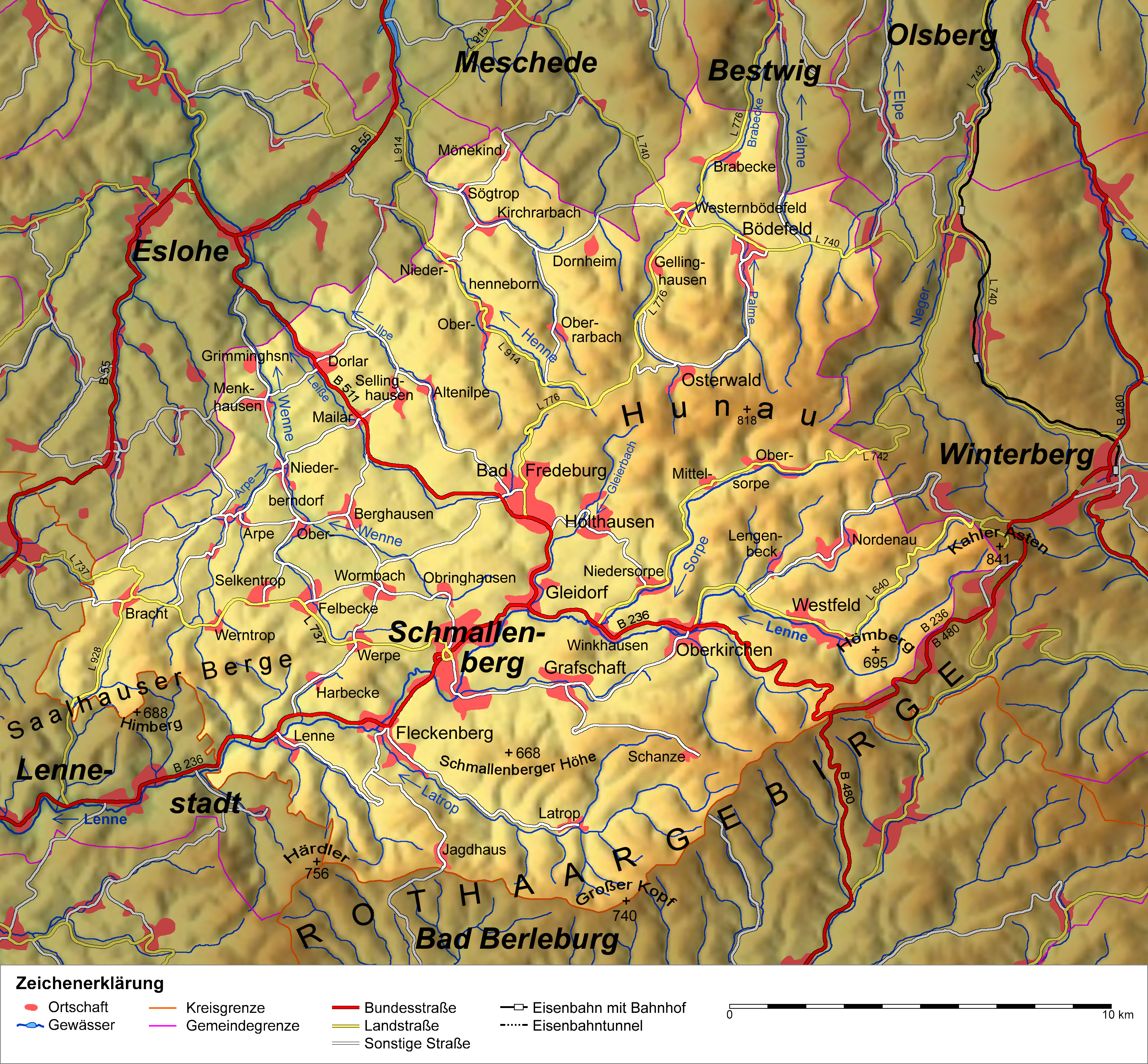
Mapa de Schmallenberg

- Schmallenberg
- Almert
- Altenhof
- Altenilpe
- Arpe
- Bad Fredeburg
- Berghausen
- Berghof
- Bödefeld
- Brabecke
- Bracht
- Dorlar
- Dornheim
- Ebbinghof
- Felbecke
- Fleckenberg
- Föckinghausen
- Gellinghausen
- Gleidorf
- Grafschaft
- Grimminghausen
- Hanxleden
- Harbecke
- Hebbecke
- Heiminghausen
- Herschede
- Hiege
- Hoher Knochen
- Holthausen
- Hundesossen
- Huxel
- Inderlenne
- Jagdhaus
- Keppel
- Kirchilpe
- Kirchrarbach
- Kückelheim
- Landenbeckerbruch
- Lanfert
- Latrop
- Lengenbeck
- Lenne
- Mailar
- Menkhausen
- Mittelsorpe
- Mönekind
- Nesselbach
- Niederberndorf
- Niederhenneborn
- Niedersorpe
- Nierentrop
- Nordenau
- Oberberndorf
- Oberhenneborn
- Oberkirchen
- Oberrarbach
- Obersorpe
- Obringhausen
- Ohlenbach
- Osterwald
- Rehsiepen
- Rellmecke
- Rimberg
- Rotbusch
- Schanze
- Selkentrop
- Sellinghausen
- Sellmecke
- Silberg
- Sögtrop
- Sonderhof
- Störmecke
- Twismecke
- Vorwald
- Waidmannsruh
- Walbecke
- Werntrop
- Werpe
- Westernbödefeld
- Westfeld
- Winkhausen
- Wormbach
- Wulwesort

## Història
El 1072 es va fundar el monestir benedictí de Grafschaft prop de la muntanya Wilzenberg per part del bisbe de Colònia Sant Anno II.
 Els documents més antics disponibles que citen una ciutat de Schmallenberg daten de 1243. En baix alemany es deia «Smalenburg» (castell estret).
Hi ha traces de l'assentament des de 1273. El 1292 d'haver-hi ferrers i s'hi van fabricar ganivets i martells durant molt de temps. La ciutat va fer aliances amb Medebach, Hallenberg i Winterberg i era membre de la Lliga Hanseàtica. Va entrar en una crisi ecomnòmica a partir del segle xvi. El 1800 la ferreria va tornar a estar en alça en tot el Ducat de Westfàlia.

## Galeria

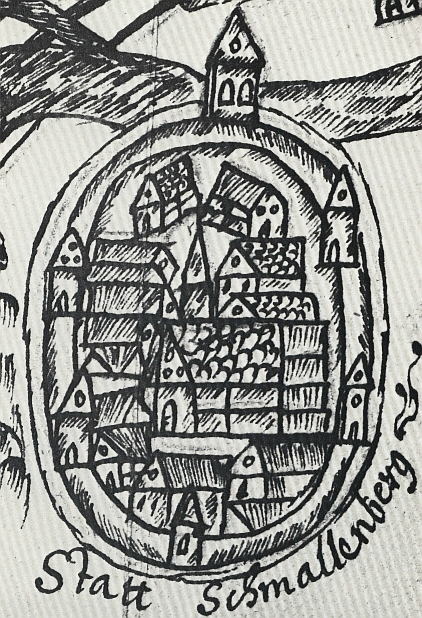
Schmallenberg el 1697
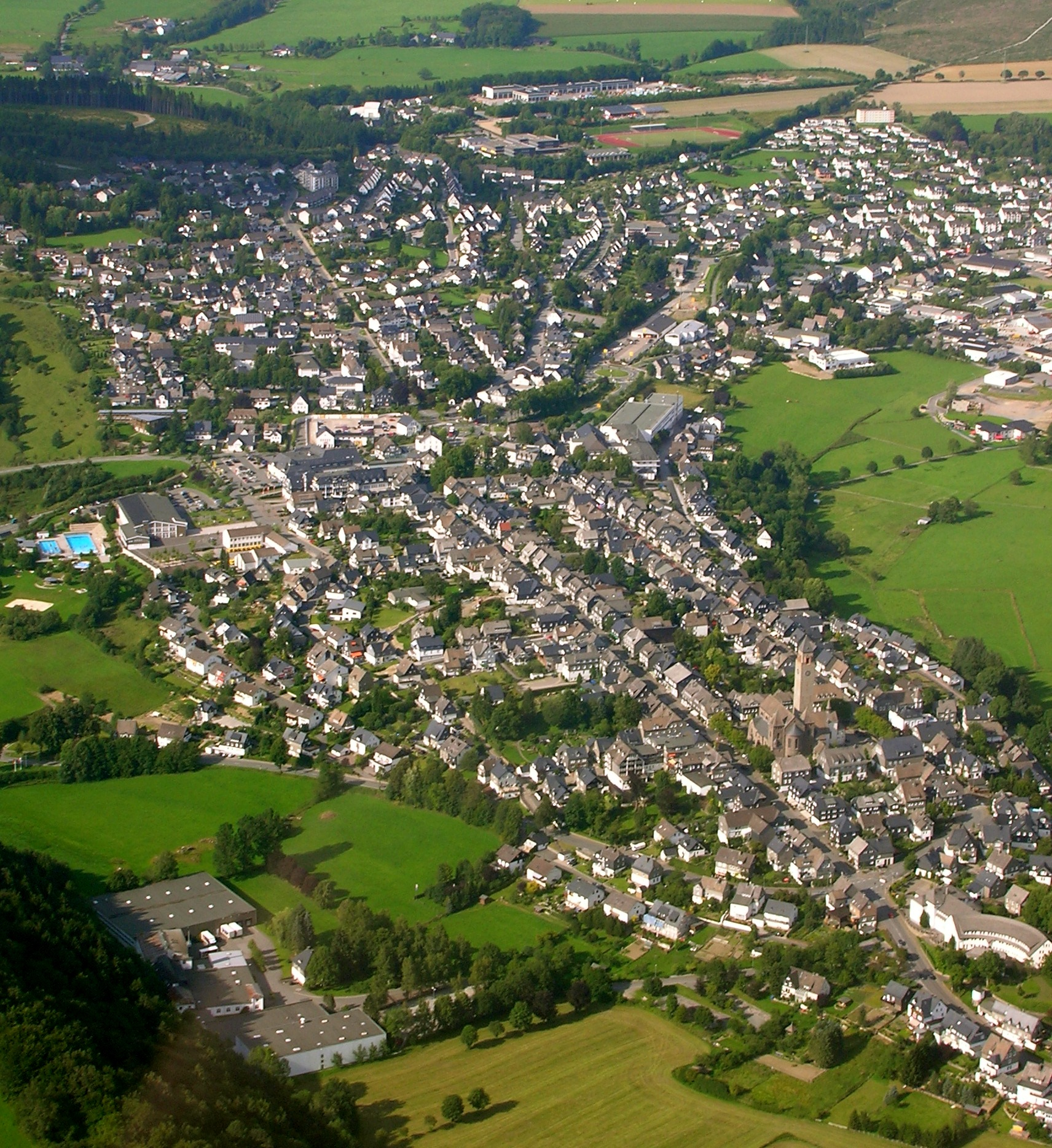
Schmallenberg
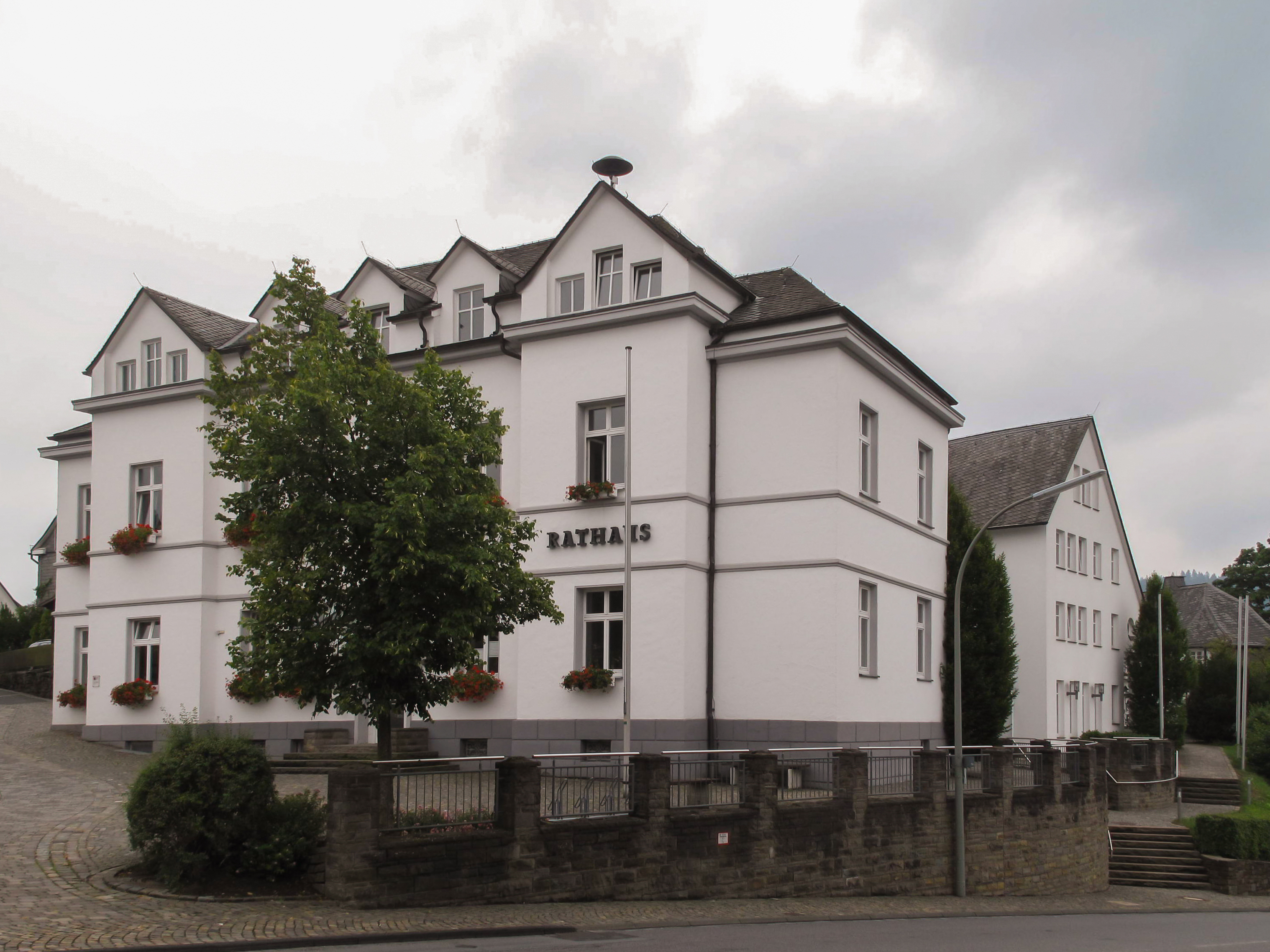
Ajuntament de Schmallenberg,
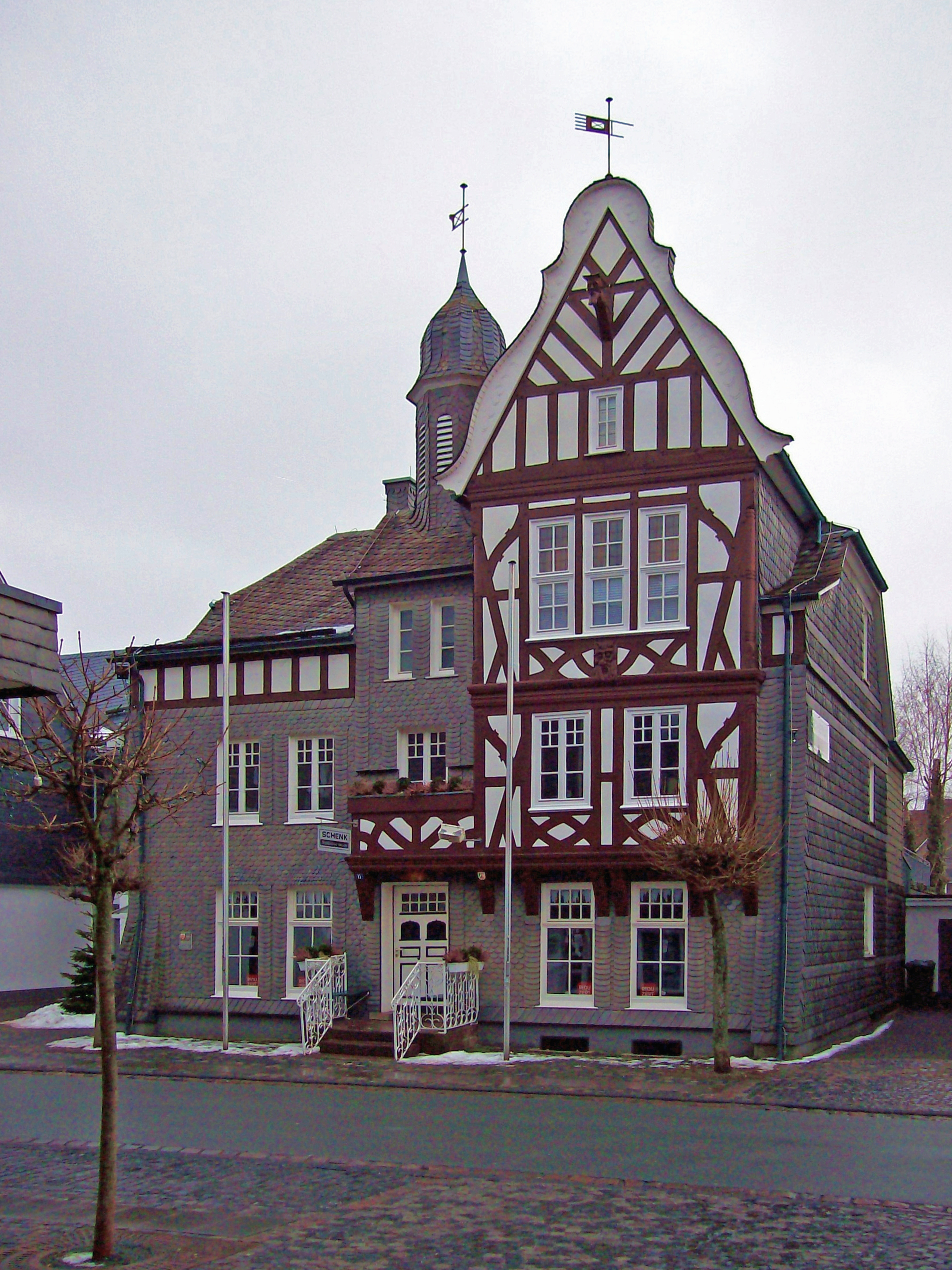
Edificis a Schmallenberg

## Enallaços externs
A Wikimedia Commons hi ha contingut multimèdia relatiu a Schmallenberg
- «Schmallenberger Sauerland – “a walker’s paradise”» (alemany)
- Sauerland Tourism Arxivat 2011-04-18 a Wayback Machine. (anglès)
- Rothaarsteig (anglès)
- Nordiczentrum NRW (alemany)